# Шингаркин, Максим Андреевич
Макси́м Андре́евич Шинга́ркин (1 сентября 1968 года, Новокуйбышевск) — российский общественный деятель, экс-депутат Государственной Думы VI созыва от партии «ЛДПР», учредитель Общественного регионального экологического фонда «Гражданин», кандидат на выборах губернатора Московской области 2013 года от «ЛДПР», член партии «Родина», кандидат на выборах в Московскую городскую думу в 2019 году от партии «Родина».

## Биография
Родился 1 сентября 1968 года в городе Новокуйбышевск Самарской области.
В 1990 году закончил Тульское высшее артиллерийское инженерное училище им. Тульского пролетариата по специальности «Математическое обеспечение автоматизированных систем управления», квалификация — инженер-математик.
Кадровый офицер. 1985—2000 гг. проходил военную службу в частях ядерно-технического обеспечения Вооруженных Сил РФ (12-е Главное управление Министерства обороны России), воинское звание — подполковник.
После 15-ти лет военной службы занялся общественной и правозащитной деятельностью в сфере экологии и охраны окружающей среды. Какого-либо образования в сфере экологии и охраны окружающей среды не имеет, тем не менее,
с 2000 по 2002 год — координатор антиядерного проекта Гринпис России;
с 2003 по 2011 год — основатель и руководитель Общественного регионального экологического фонда «Гражданин», созданного для поддержки региональных гражданских экологических инициатив и развития общественного контроля в сфере экологии.
С 2006 по 2010 год — советник председателя Комитета Совета Федерации по науке и образованию.
С 2005 по 2011 годах — член Экспертного совета при Уполномоченном по правам человека в РФ.
В 2009—2010 годах — консультант Комиссии при Президенте РФ по модернизации и техническому развитию экономики России.
С 4 декабря 2011 года — депутат Государственной Думы Федерального Собрания Российской Федерации от фракции ЛДПР.
С 18.01.2012 по 24.04.2015 — заместитель председателя Комитета по природным ресурсам, природопользованию и экологии.
С 25.04.2015 по 05.10.2016 — член Комитета по обороне.

### Переселение села Муслюмово
С конца 1990-х годов активно выступал в защиту прав граждан, проживающих на радиационно-загрязненных территориях в Челябинской области, и настаивал на переселении из загрязненной зоны жителей села Муслюмово, пострадавшего от деятельности ПО «Маяк».
В 2005 году во взаимодействии с Гринпис России Шингаркиным были выявлены факты, на основании которых директор ПО «Маяк» Виталий Садовников был привлечен к уголовной ответственности за слив в реку Теча нескольких десятков миллионов кубометров жидких радиоактивных отходов.
8 июня 2008 года во время встречи президента России Дмитрия Медведева с представителями неправительственных экологических организаций Шингаркин сообщил ему о коррупции при реализации программы переселения жителей села Муслюмова. В результате обращения была сформирована комиссия Контрольного управления Президента РФ совместно с МВД, в работе которой принял активное участие Шингаркин. Комиссией были вскрыты факты разворовывания денежных средств, предназначенных для переселения жителей Муслюмово. По этим фактам было возбуждено уголовное дело. Выяснилось также, что конкретно по тому договору, который Шингаркин показывал Медведеву, ещё в 2010 году было возбуждено уголовное дело, но оно фактически не расследовалось и, по выражению прокурора Челябинской области Александра Войтовича, «легло под сукно».
7 марта 2012 года на совещании у Уполномоченного по правам человека в Челябинской области было констатировано завершение первого этапа переселения жителей села Муслюмово. По заявлению Максима Шингаркина, следующим шагом должно стать устранение всех неполадок в выстроенных для переселенцах домах в Новом Муслюмово, а также переселение жителей других населенных пунктов в Челябинской области, подвергшихся негативному воздействию деятельности ПО «Маяк».

### Деятельность в рамках полномочий депутата Госдумы
В рамках контроля правоприменительной практики в части внесения промышленными предприятиями платы за негативное воздействие на окружающую среду содействовал взысканию через суд в пользу государства РФ штрафа с предприятия-загрязнителя-неплательщика в беспрецедентном для российской практики размере свыше 2 миллиардов рублей (ОАО «НЗХС», Оренбургская область).
В 2012 году решением председателя Комитета Госдумы по природным ресурсам, природопользованию и экологии Шингаркин был назначен руководителем рабочей группы по доработке проекта Федерального закона «Об ответственном обращении с животными» (в составе ГД VI созыва). По состоянию на 24.04.2015 года рабочая группа формально не приступала к работе, поскольку законопроект после принятия его в первом чтении ГД V созыва, в соответствии с регламентом Госдумы, направлен на согласование в Правительство РФ. Шингаркиным подготовлены предложения, направленные на обеспечение безопасности граждан от нападений бродячих животных.
Инициатор и организатор межпарламентского взаимодействия в рамках Глобальной инициативы по борьбе с актами ядерного терроризма (ГИБАЯТ). Уполномоченный представитель Федерального Собрания Российской Федерации в рамках международных мероприятий в рамках ГИБАЯТ.
В 2015 году прошел обучение по программе повышения квалификации в Военной академии Генерального Штаба Вооруженных Сил Российской Федерации.

### Инцидент в аэропорту Шереметьево
В августе 2012 года Шингаркин отказался проходить досмотр на входе в здание аэропорта Шереметьево D, проводившийся сотрудниками службы авиационной безопасности в отсутствие полицейских. Депутат пояснил свои действия отсутствием законных оснований для досмотра граждан в свободной зоне аэропорта и стремлением противостоять незаконной практике, нарушающей права и свободы граждан. Инцидент в аэропорту стал предметом широкого обсуждения.
По результатам проверок Следственного комитета и Генеральной прокуратуры, было подтверждено, что «службы авиационной безопасности аэропортов не наделены правами по проведению досмотра физических лиц и их вещей, проверки документов в зонах свободного доступа (неконтролируемых зонах)», и «нормативно-правовая база для проведения сплошного входного досмотра в свободных зонах объектов транспортной инфраструктуры отсутствуют». После указанного инцидента депутат Шингаркин заявил о намерении добиться приведения в соответствие с требованиями законов РФ деятельности частных охранных предприятий, в том числе выполняющих функции служб транспортной безопасности, а также разработки нормативно-правовой базы, необходимой для эффективного противодействия терроризму.

### После 2016 года
Выдвинут в кандидаты в депутаты Государственной Думы VII созыва от партии «Родина» по региональной группе Курган-Тюмень 1 номером. Выдвигался по одномандатному округу. Получил 2388 голосов.
В 2018 году подавал документы на участие в выборах губернатора Московской области, однако ему было отказано в регистрации.
Выдвинут партией «Родина» в кандидаты в депутаты на выборах в Мосгордуму 8 сентября 2019 г.
| Место | Кандидаты в депутаты | Партия              | Полученный процент | Количество полученных голосов | Израсходовано средств (руб.) |
| ----- | -------------------- | ------------------- | ------------------ | ----------------------------- | ---------------------------- |
| 1.    | Евгений Ступин       | КПРФ                | 47,39 %            | 17 496                        | 1 313 157,39                 |
| 2.    | Максим Шингаркин     | Родина              | 23,05 %            | 8512                          | 4 420 200,00                 |
| 3.    | Валерий Даниловцев   | Справедливая Россия | 11,21 %            | 4137                          | 2 001 000,00                 |
| 4.    | Виктор Букреев       | ЛДПР                | 9,92 %             | 3664                          | 28 000,00                    |
| 5.    | Дмитрий Захаров      | Коммунисты России   | 8,43 %             | 3112                          | 17 646 000,00                |

В 2021 году включён в федеральный список Российской партии свободы и справедливости на выборах в Государственную думу VIII созыва.

## Критика
По мнению оппозиционных средств массовой информации Шингаркин на выборах в Мосгордуму 8 сентября 2019 г. был выдвинут партией «Родина», но лишь формально, а по факту его поддерживает мэрия г. Москвы и партия «Единая Россия».
Владимир Милов обвинил Шингаркина в том, что он догхантер.